# UFC 300
UFC 300: Pereira vs. Hill — турнир по смешанным единоборствам, организованный Ultimate Fighting Championship, который был проведён 13 апреля 2024 года на спортивной арене «T-Mobile Arena» в городе Парадайс (часть мегаполиса Лас-Вегас), штат Невада, США.

## Подготовка турнира

### Главные события турнира
В качестве заглавного события запланирован бой за титул чемпиона UFC в полутяжёлом весе, в котором должны встретиться действующий чемпион этой весовой категории (а также, бывший чемпион UFC в среднем весе и бывший чемпион Glory в среднем и полутяжёлом весах по кикбоксингу) бразилец Алекс Перейра и бывший чемпион этой весовой категории американец Джамаал Хилл (#1 в рейтинге). Этот поединок станет для Перейры первой защитой титула в полутяжёлом весе после того, как он одержал победу над бывшим чемпионом Иржи Прохазкой в ноябре 2023 года в бою за вакантный титул чемпиона UFC. В свою очередь, титул являлся вакантным в связи с тем, что действующий на тот момент чемпион Хилл добровольно отказался от него в июле 2023 года из-за травмы, требующей длительного лечения.
| Заглавное событие - Полутяжёлый вес - Бой за титул чемпиона | Заглавное событие - Полутяжёлый вес - Бой за титул чемпиона | Заглавное событие - Полутяжёлый вес - Бой за титул чемпиона |
| --- | --- | ----------------------------------------------------------- |
| Алекс Перейра | | Джамаал Хилл                                                |
| ALEX SANDRO SILVA PEREIRA "Poatan" (Каменная рука) 36 лет (07.07.1987) Рост 194 см, размах рук 203 см, вес 92,98 кг Гражданство: Происхождение: Место рождения: Сан-Бернарду-ду-Кампу, Сан-Паулу, Бразилия Представляет: Данбери, Коннектикут, США / Сан-Паулу, Бразилия "Teixeira MMA & Fitness" Дебют в UFC - 06.11.2021 (с рекордом 3-1) Бонусы "Perfomance of the Night (4)" Действующий чемпион UFC в полутяжёлом весе (11.2023-н.в., защиты 1/1) Чемпион UFC в среднем весе (11.2022-04.2023, защиты 0/1) Чемпион Glory (кикбоксинг) в полутяжёлом весе (2021, защиты 0/1) Временный чемпион Glory (кикбоксинг) в полутяжёлом весе (2019) Чемпион Glory (кикбоксинг) в среднем весе (2017-19, защиты 5/5) | JAMAHAL ALEXANDER HILL "Sweet Dreams" (Сладких снов) 32 года (19.05.1991) Рост 193 см, размах рук 201 см, вес 92,98 кг Гражданство: Происхождение: Место рождения: Чикаго, Иллинойс, США Представляет: Гран-Рапидс, Мичиган, США "Black Lion Jiu Jitsu Academy" Дебют в UFC - 25.01.2020 (с рекордом 6-0) Бонусы "Fight of the Night" (2) / "Perfomance of the Night" (2) Претендент на титул чемпиона UFC в полутяжёлом весе Чемпион UFC в полутяжёлом весе (01.2023-11.2023, освободил) Победитель DWCS 21 (2019, 3-й сезон) Чемпион KnockOut Promotions в полутяжёлом весе (2018) |                                                             |
| Последние бои: 11.11.2023, Иржи Прохазка (#1), TKO2 29.07.2023, Ян Блахович (#3), SDEC 08.04.2023, Исраэль Адесанья (#1, средн. вес), KO2 12.11.2022, Исраэль Адесанья (ч, средн. вес), TKO5 02.07.2022, Шон Стрикленд (#4, средн. вес), KO1 | Последние бои: UDEC, Гловер Тейшейра (ч), 21.01.2023 TKO4, Тиагу Сантус (#6), 06.08.2022 KO1, Джонни Уокер (#10), 19.02.2022 KO1, Джимми Крут (#14), 04.12.2021 TKO1, Пол Крейг (#14), 12.06.2021 |                                                             |

Вторым по значимости событием турнира станет бой за титул чемпион UFC в женском минимальном весе, в котором должны встретиться действующая двукратная чемпионка китаянка Чжан Вэйли и её соотечественница Янь Сяонань (#1 в рейтинге). Этот поединок станет для Чжан второй защитой титула, после того как она повторно стала чемпионкой UFC, одержав победу над Карлой Эспарсой в ноябре 2022 года. Этот бой станет первым в истории UFC титульным противостоянием двух китайских бойцов.
| Соглавное событие - Женский минимальный вес - Бой за титул чемпионки | Соглавное событие - Женский минимальный вес - Бой за титул чемпионки | Соглавное событие - Женский минимальный вес - Бой за титул чемпионки |
| --- | --- | -------------------------------------------------------------------- |
| Чжан Вэйли | | Янь Сяонань                                                          |
| 张伟丽 / WEILI ZHANG "Magnum" (Магнум) 34 года (13.08.1989) Рост 163 см, размах рук 160 см, вес 52,16 кг Гражданство: Происхождение: Место рождения: Ханьдань, Хэбэй, Китай Представляет: Пекин, Китай "Black Tiger Fight Club" Дебют в UFC - 04.08.2018 (с рекордом 16-1) Бонусы "Fight of the Night" (1) / "Perfomance of the Night" (4) Действующая двукратная чемпионка UFC в минимальном весе (11.2022-н.в., защиты 1/1) Чемпионка UFC в минимальном весе (08.2019-04.2021, защиты 1/2) Чемпионка Kunlun Fight в минимальном и наилегчайшем весах (2016-2017, защиты 4/4) | 闫晓楠 / YAN XIAONAN "Nine" (Девятка) 34 года (16.06.1989) Рост 166 см, размах рук 160 см, вес 52,16 кг Гражданство: Происхождение: Место рождения: Шэньян, Ляонин, Китай Представляет: Пекин, Китай "Team Alpha Male" Дебют в UFC - 25.11.2017 (с рекордом 10-1) Бонусы "Perfomance of the Night" (1) Претендент на титул чемпионки UFC в минимальном весе |                                                                      |
| Последние бои: 19.08.2023, Аманда Лемус (#5), UDEC 13.11.2022, Карла Эспарса (ч), SUB2 11.06.2022, Йоанна Енджейчик, KO2 06.11.2021, Роуз Намаюнас (ч), SDEC 24.04.2021, Роуз Намаюнас (#1), KO1 | Последние бои: KO1, Жессика Андради (#4), 06.05.2023 MDEC, Маккензи Дерн (#5), 01.10.2022 SDEC, Марина Родригес (#3), 05.03.2022 TKO2, Карла Эспарса (#4), 22.05.2021 UDEC, Клаудия Гаделья (#5), 07.11.2020 |                                                                      |

Третьим по значимости событием турнира станет пятираундовый бой за символический титул "BMF" (Baddest motherfucker - Самый крутой ублюдок), в котором встретятся обладатель титула, а также бывший временный чемпион UFC в лёгком весе, американец Джастин Гейджи (#2 в рейтинге лёгкого веса) и бывший чемпион UFC в полулёгком весе американец Макс Холлоуэй (#2 в рейтинге полулёгкого веса). Бой пройдёт в лёгком весе. Гейджи стал обладателем титула, победив нокаутом во 2-м раунде бывшего временного чемпиона UFC в лёгком весе Дастина Пуарье во время их второй встречи на турнире UFC 291 в июле 2023 года.
| Соглавное событие - Лёгкий вес - Бой за символический титул BMF | Соглавное событие - Лёгкий вес - Бой за символический титул BMF | Соглавное событие - Лёгкий вес - Бой за символический титул BMF |
| --- | --- | --------------------------------------------------------------- |
| Джастин Гейджи | | Макс Холлоуэй                                                   |
| JUSTIN RAY GAETHJE "The Highlight" (Яркий момент) 35 лет (14.11.1988) Рост 181 см, размах рук 178 см, вес 70,76 кг Гражданство: Происхождение: Место рождения: Саффорд, Аризона, США Представляет: Денвер, Колорадо, США "Genesis Training Center" / "Elevation Fight Team" Дебют в UFC - 07.07.2017 (с рекордом 17-0) Бонусы "Fight of the Night" (7) / "Perfomance of the Night" (5) Действующий обладатель титула "BMF" (07.2023-н.в.) Претендент на титул чемпиона UFC в лёгком весе (2022) Претендент на титул чемпиона UFC в лёгком весе (2020) Временный чемпион UFC в лёгком весе (05.2020-10.2020) Чемпион World Series Of Fighting в лёгком весе (2014, защиты 5/5) | JEROME MAX KELI`I HOLLOWAY "Blessed" (Благословенный) 32 года (04.12.1991) Рост 180 см, размах рук 175 см, вес 70,76 кг Гражданство: Происхождение: Место рождения: Гонолулу, Гавайи, США Представляет: Вайанаэ, Гавайи, США "Gracie Technics" Дебют в UFC - 04.02.2012 (с рекордом 4-0) Бонусы "Fight of the Night" (6) / "Perfomance of the Night" (5) Претендент на титул чемпиона UFC в полулёгком весе (2022) Претендент на титул чемпиона UFC в полулёгком весе (2020) Чемпион UFC в полулёгком весе (06.2017-12.2019, защиты 3/4) Временный чемпион UFC в полулёгком весе (12.2016-06.2017) |                                                                 |
| Последние бои: 29.07.2023, Дастин Пуарье (#2), KO2 18.03.2023, Рафаэль Физиев (#6), MDEC 07.05.2022, Шарлис Оливейра (ч), SUB1 06.11.2021, Майкл Чендлер (#5), UDEC 24.10.2020, Хабиб Нурмагомедов (ч), SUB2 | Последние бои: KO3, Чон Чхан Сон (#8), 26.08.2023 UDEC, Арнольд Аллен (#4), 15.04.2023 UDEC, Александр Волкановски (ч), 02.07.2022 UDEC, Яир Родригес (#4), 13.11.2021 UDEC, Кэлвин Каттар (#6), 16.01.2021 |                                                                 |

### Анонсированные бои
| Бой | Весовая категория    | Участники боёв и их статистика перед боем (рекорд ММА / рекорд UFC / серия) | Участники боёв и их статистика перед боем (рекорд ММА / рекорд UFC / серия) | Участники боёв и их статистика перед боем (рекорд ММА / рекорд UFC / серия) | Участники боёв и их статистика перед боем (рекорд ММА / рекорд UFC / серия) | Участники боёв и их статистика перед боем (рекорд ММА / рекорд UFC / серия) | Участники боёв и их статистика перед боем (рекорд ММА / рекорд UFC / серия) | Участники боёв и их статистика перед боем (рекорд ММА / рекорд UFC / серия) | Участники боёв и их статистика перед боем (рекорд ММА / рекорд UFC / серия) | Участники боёв и их статистика перед боем (рекорд ММА / рекорд UFC / серия) | Участники боёв и их статистика перед боем (рекорд ММА / рекорд UFC / серия) | Участники боёв и их статистика перед боем (рекорд ММА / рекорд UFC / серия) | Участники боёв и их статистика перед боем (рекорд ММА / рекорд UFC / серия) |
|     |                      | Главный кард (Main Card, PPV)                                               |                                                                             |                                                                             |                                                                             |                                                                             |                                                                             |                                                                             |                                                                             |                                                                             |                                                                             |                                                                             |                                                                             |
| 1   | Полутяжёлый вес      | Алекс Перейра Alex "Poatan" Pereira                                         | Ч                                                                           | 9-2                                                                         | 6-1                                                                         | +2                                                                          | vs.                                                                         | Джамаал Хилл Jamahal "Sweet Dreams" Hill                                    | #1 exЧ, CS                                                                  | 12-1 (1)                                                                    | 6-1 (1)                                                                     | +4                                                                          | [ 8 ]                                                                       |
| 2   | Жен. минимальный вес | Чжан Вэйли "Magnum" Zhang Weili                                             | Ч                                                                           | 24-3                                                                        | 8-2                                                                         | +3                                                                          | vs.                                                                         | Янь Сяонань "Nine" Yan Xiaonan                                              | #1                                                                          | 17-3 (1)                                                                    | 8-2                                                                         | +2                                                                          | [ 9 ]                                                                       |
| 3   | Лёгкий вес           | Джастин Гейджи Justin "The Highlight" Gaethje                               | #2 exЧВ, exП                                                                | 25-4                                                                        | 8-4                                                                         | +2                                                                          | vs.                                                                         | Макс Холлоуэй Max "Blessed" Holloway                                        | #2* exЧ*                                                                    | 25-7                                                                        | 21-7                                                                        | +2                                                                          | [ 10 ]                                                                      |
| 4   | Лёгкий вес           | Шарлис Оливейра Charles "do Bronx" Oliveira                                 | #1 exЧ                                                                      | 34-9 (1)                                                                    | 22-9 (1)                                                                    | +1                                                                          | vs.                                                                         | Арман Царукян Arman "Ahalkalakets" Tsarukyan                                | #4                                                                          | 21-3                                                                        | 8-2                                                                         | +3                                                                          | [ 11 ]                                                                      |
| 5   | Средний вес          | Бо Никал Bo Nickal                                                          | CS                                                                          | 5-0                                                                         | 2-0                                                                         | +5                                                                          | vs.                                                                         | Коди Брандейдж Cody Brundage                                                | CS                                                                          | 10-5                                                                        | 4-4                                                                         | +2                                                                          | [ 12 ]                                                                      |
|     |                      | Предварительный кард (Prelims, ESPN/ESPN+)                                  |                                                                             |                                                                             |                                                                             |                                                                             |                                                                             |                                                                             |                                                                             |                                                                             |                                                                             |                                                                             |                                                                             |
| 6   | Полутяжёлый вес      | Иржи Прохазка Jiří "BJP" Procházka                                          | #2 exЧ                                                                      | 29-4-1                                                                      | 3-1                                                                         | -1                                                                          | vs.                                                                         | Александр Ракич Aleksandar "Rocket" Rakic                                   | #5 exT(2)                                                                   | 14-3                                                                        | 6-2                                                                         | -1                                                                          | [ 13 ]                                                                      |
| 7   | Полулёгкий вес       | Кэлвин Каттар Calvin "The Boston Finisher" Kattar                           | #8 exT(4)                                                                   | 23-7                                                                        | 7-5                                                                         | -2                                                                          | vs.                                                                         | Алджамейн Стерлинг Aljamain "Funk Master" Sterling                          | #2* exЧ*                                                                    | 23-4                                                                        | 15-4                                                                        | -1                                                                          | [ 14 ]                                                                      |
| 8   | Жен. легчайший вес   | Холли Холм Holly "The Preacher's Daughter" Holm                             | #5 exЧ                                                                      | 15-6 (1)                                                                    | 8-6 (1)                                                                     | +1                                                                          | vs.                                                                         | Кайла Харрисон Kayla Harrison                                               | д                                                                           | 16-1                                                                        | -                                                                           | +1                                                                          | [ 15 ]                                                                      |
| 9   | Полулёгкий вес       | Содик Юсуфф "Super" Sodiq Yusuff                                            | #13 exT(10), CS                                                             | 13-3                                                                        | 6-2                                                                         | -1                                                                          | vs.                                                                         | Диегу Лопес Diego Lopes                                                     | CS                                                                          | 23-6                                                                        | 2-1                                                                         | +1                                                                          | [ 16 ]                                                                      |
|     |                      | Ранний предварительный кард (Early Prelims, ESPN/ESPN+)                     |                                                                             |                                                                             |                                                                             |                                                                             |                                                                             |                                                                             |                                                                             |                                                                             |                                                                             |                                                                             |                                                                             |
| 10  | Лёгкий вес           | Джалин Тёрнер Jalin "The Tarantula" Turner                                  | #10 exT(9), CS                                                              | 14-7                                                                        | 7-4                                                                         | +1                                                                          | vs.                                                                         | Ренату Карнейру Renato "Money Moicano" Carneiro                             | #13 exT(4*)                                                                 | 18-5-1                                                                      | 10-5                                                                        | +2                                                                          | [ 17 ]                                                                      |
| 11  | Жен. минимальный вес | Жессика Андради Jessica "Bate Estaca" Andrade                               | #4 exЧ                                                                      | 25-12                                                                       | 16-10                                                                       | +1                                                                          | vs.                                                                         | Марина Родригес Marina Rodriguez                                            | #6 exT(3), CS                                                               | 17-3-2                                                                      | 7-3-2                                                                       | +1                                                                          | [ 18 ]                                                                      |
| 12  | Лёгкий вес           | Бобби Грин Bobby "King" Green                                               | #14 exT(7), SF                                                              | 31-15-1 (1)                                                                 | 12-10-1 (1)                                                                 | -1                                                                          | vs.                                                                         | Джим Миллер Jim "A-10" Miller                                               | exT(4)                                                                      | 37-17 (1)                                                                   | 26-16 (1)                                                                   | +2                                                                          | [ 19 ]                                                                      |
| 13  | Легчайший вес        | Дейвисон Фигейреду Deiveson "Deus da Guerra" Figueiredo                     | #8 exЧ*                                                                     | 22-3-1                                                                      | 11-3-1                                                                      | +1                                                                          | vs.                                                                         | Коди Гарбрандт Cody "No Love" Garbrandt                                     | exЧ                                                                         | 14-5                                                                        | 9-5                                                                         | +2                                                                          | [ 20 ]                                                                      |
|     |                      | Отменённые бои                                                              |                                                                             |                                                                             |                                                                             |                                                                             |                                                                             |                                                                             |                                                                             |                                                                             |                                                                             |                                                                             |                                                                             |
|     | Полусредний вес      | Леон Эдвардс Leon "Rocky" Edwards                                           | Ч                                                                           | 22-3 (1)                                                                    | 14-2 (1)                                                                    | +12                                                                         | vs.                                                                         | Белал Мухаммад Belal "Remember the Name" Muhammad                           | #2                                                                          | 23-3 (1)                                                                    | 14-3 (1)                                                                    | +9                                                                          | [ 21 ]                                                                      |

Условные обозначения: #5 (1) — текущее (лучшее) место бойца в рейтинге, exЧ(В) — бывший чемпион (временный), exП(В) — бывший претендент на титул чемпиона (временного), exТ(3) — боец входил в рейтинг Топ-15 (лучшее место в рейтинге), д — дебютант, CS — боец участвовал в Претендентской серии Дэйны Уайта, RTU — боец участвовал в шоу Road To UFC, TUF — боец участвовал в шоу The Ultimate Fighter, TUF(W/F) — боец являлся победителем/финалистом The Ultimate Fighter, WEC/SF — боец выступал в WEC или Strikeforce до объединения этих организаций с UFC.

## Церемония взвешивания
Результаты официальной церемонии взвешивания бойцов перед турниром.
| Весовая категория и допустимый лимит в фунтах | Весовая категория и допустимый лимит в фунтах | Участники боёв и их вес в фунтах | Участники боёв и их вес в фунтах | Участники боёв и их вес в фунтах | Участники боёв и их вес в фунтах |
| --------------------------------------------- | --------------------------------------------- | -------------------------------- | -------------------------------- | -------------------------------- | -------------------------------- |
| Полутяжёлый вес, титульный бой                | 205                                           | Алекс Перейра                    | 205                              | Джамаал Хилл                     | 205                              |
| Минимальный вес (женщины), титульный бой      | 115                                           | Чжан Вэйли                       | 115                              | Янь Сяонань                      | 115                              |
| Лёгкий вес                                    | 155 (+1)                                      | Джастин Гейджи                   | 156                              | Макс Холлоуэй                    | 156                              |
| Лёгкий вес                                    | 155 (+1)                                      | Шарлис Оливейра                  | 156                              | Арман Царукян                    | 156                              |
| Средний вес                                   | 185 (+1)                                      | Бо Никал                         | 186                              | Коди Брандейдж                   | 186                              |
| Полутяжёлый вес                               | 205 (+1)                                      | Иржи Прохазка                    | 206                              | Александр Ракич                  | 206                              |
| Полулёгкий вес                                | 145 (+1)                                      | Кэлвин Каттар                    | 145,5                            | Алджамейн Стерлинг               | 146                              |
| Легчайший вес (женщины)                       | 135 (+1)                                      | Холли Холм                       | 136                              | Кайла Харрисон                   | 136                              |
| Полулёгкий вес                                | 145 (+1)                                      | Содик Юсуфф                      | 146                              | Диегу Лопес                      | 146                              |
| Лёгкий вес                                    | 155 (+1)                                      | Джалин Тёрнер                    | 155,5                            | Ренату Карнейру                  | 156                              |
| Минимальный вес (женщины)                     | 115 (+1)                                      | Жессика Андради                  | 116                              | Марина Родригес                  | 116                              |
| Лёгкий вес                                    | 155 (+1)                                      | Бобби Грин                       | 156                              | Джим Миллер                      | 155,5                            |
| Легчайший вес                                 | 135 (+1)                                      | Дейвисон Фигейреду               | 135,5                            | Коди Гарбрандт                   | 136                              |

Все участники показали вес в лимитах своих весовых категорий.

## Результаты турнира
В главном бою вечера Алекс Перейра победил Джамаала Хилла нокаутом в 1-м раунде и защитил титул чемпиона UFC в полутяжёлом весе.
| Статистика поединка: | Статистика поединка: | Статистика поединка:                          | Статистика поединка:                          | Статистика поединка: | Статистика поединка: | Статистика поединка: | Статистика поединка: | Статистика поединка: | Статистика поединка: | Статистика поединка: | Статистика поединка: | Статистика поединка: | Статистика поединка: | Статистика поединка: | Статистика поединка: | Статистика поединка: | Статистика поединка: | Статистика поединка: |
| Участник             | Нокдауны             | Акцентрованные удары (по цели/всего/точность) | Акцентрованные удары (по цели/всего/точность) | По раундам           | По раундам           | По раундам           | По раундам           | По раундам           | По цели              | По цели              | По цели              | По позиции           | По позиции           | По позиции           | Тейкдауны            | Тейкдауны            | Контроль             | Попытка приема       |
| Участник             | Нокдауны             | Акцентрованные удары (по цели/всего/точность) | Акцентрованные удары (по цели/всего/точность) | 1Р                   | 2Р                   | 3Р                   | 4Р                   | 5Р                   | Голова               | Корпус               | Ноги                 | Дистанция            | Клинч                | Партер               | Тейкдауны            | Тейкдауны            | Контроль             | Попытка приема       |
| -------------------- | -------------------- | --------------------------------------------- | --------------------------------------------- | -------------------- | -------------------- | -------------------- | -------------------- | -------------------- | -------------------- | -------------------- | -------------------- | -------------------- | -------------------- | -------------------- | -------------------- | -------------------- | -------------------- | -------------------- |
| Алекс Перейра        | 1                    | 24/30                                         | 80%                                           | 24/30                | -                    | -                    | -                    | -                    | 12/15                | 6/6                  | 6/9                  | 13/16                | 0/0                  | 13/14                | 0/0                  | -                    | 0:07                 | 0                    |
| Джамаал Хилл         | 0                    | 12/22                                         | 54%                                           | 12/22                | -                    | -                    | -                    | -                    | 1/7                  | 3/6                  | 8/9                  | 12/22                | 0/0                  | 0/0                  | 0/0                  | -                    | 0:00                 | 0                    |

В соглавном бою Чжан Вэйли победила Янь Сяонань единогласным решением судей и во второй раз защитила титул чемпионки UFC в минимальном весе.
| Статистика поединка: | Статистика поединка: | Статистика поединка:                          | Статистика поединка:                          | Статистика поединка: | Статистика поединка: | Статистика поединка: | Статистика поединка: | Статистика поединка: | Статистика поединка: | Статистика поединка: | Статистика поединка: | Статистика поединка: | Статистика поединка: | Статистика поединка: | Статистика поединка: | Статистика поединка: | Статистика поединка: | Статистика поединка: |
| Участник             | Нокдауны             | Акцентрованные удары (по цели/всего/точность) | Акцентрованные удары (по цели/всего/точность) | По раундам           | По раундам           | По раундам           | По раундам           | По раундам           | По цели              | По цели              | По цели              | По позиции           | По позиции           | По позиции           | Тейкдауны            | Тейкдауны            | Контроль             | Попытка приема       |
| Участник             | Нокдауны             | Акцентрованные удары (по цели/всего/точность) | Акцентрованные удары (по цели/всего/точность) | 1Р                   | 2Р                   | 3Р                   | 4Р                   | 5Р                   | Голова               | Корпус               | Ноги                 | Дистанция            | Клинч                | Партер               | Тейкдауны            | Тейкдауны            | Контроль             | Попытка приема       |
| -------------------- | -------------------- | --------------------------------------------- | --------------------------------------------- | -------------------- | -------------------- | -------------------- | -------------------- | -------------------- | -------------------- | -------------------- | -------------------- | -------------------- | -------------------- | -------------------- | -------------------- | -------------------- | -------------------- | -------------------- |
| Чжан Вэйли           | 0                    | 106/157                                       | 67%                                           | 17/30                | 54/59                | 12/25                | 19/33                | 4/10                 | 84/119               | 13/19                | 9/19                 | 34/78                | 1/1                  | 71/78                | 6/9                  | 66%                  | 12:44                | 2                    |
| Янь Сяонань          | 1                    | 43/85                                         | 50%                                           | 7/23                 | 4/13                 | 26/34                | 4/10                 | 2/5                  | 21/60                | 4/6                  | 18/19                | 24/64                | 3/4                  | 16/17                | 3/3                  | 100%                 | 2:20                 | 0                    |

В соглавном бою Макс Холлоуэй победил Джастина Гейджи нокаутом в 5-м раунде и стал новым обладателем символического титула BMF.
| Статистика поединка: | Статистика поединка: | Статистика поединка:                          | Статистика поединка:                          | Статистика поединка: | Статистика поединка: | Статистика поединка: | Статистика поединка: | Статистика поединка: | Статистика поединка: | Статистика поединка: | Статистика поединка: | Статистика поединка: | Статистика поединка: | Статистика поединка: | Статистика поединка: | Статистика поединка: | Статистика поединка: | Статистика поединка: |
| Участник             | Нокдауны             | Акцентрованные удары (по цели/всего/точность) | Акцентрованные удары (по цели/всего/точность) | По раундам           | По раундам           | По раундам           | По раундам           | По раундам           | По цели              | По цели              | По цели              | По позиции           | По позиции           | По позиции           | Тейкдауны            | Тейкдауны            | Контроль             | Попытка приема       |
| Участник             | Нокдауны             | Акцентрованные удары (по цели/всего/точность) | Акцентрованные удары (по цели/всего/точность) | 1Р                   | 2Р                   | 3Р                   | 4Р                   | 5Р                   | Голова               | Корпус               | Ноги                 | Дистанция            | Клинч                | Партер               | Тейкдауны            | Тейкдауны            | Контроль             | Попытка приема       |
| -------------------- | -------------------- | --------------------------------------------- | --------------------------------------------- | -------------------- | -------------------- | -------------------- | -------------------- | -------------------- | -------------------- | -------------------- | -------------------- | -------------------- | -------------------- | -------------------- | -------------------- | -------------------- | -------------------- | -------------------- |
| Джастин Гейджи       | 0                    | 103/199                                       | 51%                                           | 12/26                | 18/26                | 20/38                | 35/60                | 18/49                | 44/121               | 26/42                | 33/36                | 103/199              | 0/0                  | 0/0                  | 0/0                  | -                    | 0:00                 | 0                    |
| Макс Холлоуэй        | 1                    | 181/309                                       | 58%                                           | 25/39                | 30/53                | 29/53                | 35/61                | 62/103               | 62/149               | 62/91                | 57/69                | 181/308              | 0/1                  | 0/0                  | 0/0                  | -                    | 0:00                 | 0                    |

| Бой    | Весовая категория    | Результат боя               | Результат боя      | Результат боя | Результат боя | Результат боя | Результат боя   | Результат боя | Способ победы                                 | Раунд | Время | Рефери в ринге |
|        |                      | Главный кард                |                    |               |               |               |                 |               |                                               |       |       |                |
| Бой 13 | Полутяжёлый вес      |                             | Алекс Перейра      | Ч             | поб.          |               | Джамаал Хилл    | #1            | Нокаут (нокдаун после хука слева и добивание) | 1     | 3:14  | Херб Дин       |
| Бой 12 | Жен. минимальный вес |                             | Чжан Вэйли         | Ч             | поб.          |               | Янь Сяонань     | #1            | Единогласное решение (49–45, 49–45, 49–45)    | 5     | 5:00  | Джейсон Херцог |
| Бой 11 | Лёгкий вес           |                             | Макс Холлоуэй      | #2*           | поб.          |               | Джастин Гейджи  | #2            | Нокаут (оверхенд справа)                      | 5     | 4:59  | Марк Годдард   |
| Бой 10 | Лёгкий вес           |                             | Арман Царукян      | #4            | поб.          |               | Чарльз Оливейра | #1            | Раздельное решение (28–29, 29–28, 29–28)      | 3     | 5:00  | Марк Смит      |
| Бой 9  | Средний вес          |                             | Бо Никал           |               | поб.          |               | Коди Брандейдж  |               | Сдача, удушающий приём (удушение сзади)       | 2     | 3:38  | Крис Тоньони   |
|        |                      | Предварительный кард        |                    |               |               |               |                 |               |                                               |       |       |                |
| Бой 8  | Полутяжёлый вес      |                             | Иржи Прохазка      | #2            | поб.          |               | Александр Ракич | #5            | Технический нокаут (граунд-энд-паунд)         | 2     | 3:17  | Херб Дин       |
| Бой 7  | Полулёгкий вес       |                             | Алджамейн Стерлинг | #2*           | поб.          |               | Кэлвин Каттар   | #8            | Единогласное решение (30–27, 30–27, 30–27)    | 3     | 5:00  | Джейсон Херцог |
| Бой 6  | Жен. легчайший вес   |                             | Кайла Харрисон     | д             | поб.          |               | Холли Холм      | #5            | Сдача, удушающий приём (удушение сзади)       | 2     | 1:47  | Марк Годдард   |
| Бой 5  | Полулёгкий вес       |                             | Диегу Лопес        |               | поб.          |               | Содик Юсуфф     | #13           | Технический нокаут (апперкот и добивание)     | 1     | 1:29  | Марк Смит      |
|        |                      | Ранний предварительный кард |                    |               |               |               |                 |               |                                               |       |       |                |
| Бой 4  | Лёгкий вес           |                             | Ренату Карнейру    | #13           | поб.          |               | Джалин Тёрнер   | #10           | Технический нокаут (граунд-энд-паунд)         | 3     | 4:11  | Херб Дин       |
| Бой 3  | Жен. минимальный вес |                             | Жессика Андради    | #4            | поб.          |               | Марина Родригес | #6            | Раздельное решение (28–29, 29–28, 29–28)      | 3     | 5:00  | Крис Тоньони   |
| Бой 2  | Лёгкий вес           |                             | Бобби Грин         | #14           | поб.          |               | Джим Миллер     |               | Единогласное решение (30–27, 30–25, 29–26)    | 3     | 5:00  | Марк Годдард   |
| Бой 1  | Легчайший вес        |                             | Дейвисон Фигейреду | #8            | поб.          |               | Коди Гарбрандт  |               | Сдача, удушающий приём (удушение сзади)       | 2     | 4:02  | Марк Смит      |

Официальные судейские карточки турнира.

## Награды
Следующие бойцы были удостоены денежного бонуса в размере $300,000:
- Лучший бой вечера: Макс Холлоуэй - Джастин Гейджи
- Выступление вечера: Макс Холлуэй и Иржи Прохазка